# Unterseeboot 154 (1941)
Pour les articles homonymes, voir Unterseeboot 154.
Le Unterseeboot 154 (ou U-154) est un sous-marin allemand (U-Boot) de type IX.C utilisé par la Kriegsmarine pendant la Seconde Guerre mondiale.

## Historique
Mis en service le 2 août 1941, l'Unterseeboot 154 passe son temps d'entraînement initial à Stettin en province de Poméranie dans la 4. Unterseebootsflottille jusqu'au 31 janvier 1942, date à laquelle il rejoint son unité de combat à base sous-marine de Lorient dans la 2. Unterseebootsflottille.
Il quitte le port de Kiel pour sa première patrouille le 7 février 1942 sous les ordres de Walther Kölle. Après 23 jours en mer, il rejoint la base sous-marine de Lorient qu'il atteint le 1er mars 1942.
L'Unterseeboot 154 effectue huit patrouilles, coulant dix navires marchands pour un total de 49 288 tonneaux et endommageant trois navires marchands pour un total de 23 937 tonneaux dont un non réparable de 8 166 tonneaux, en 544 jours en mer.
Le 3 novembre 1943, l'U-154 est attaqué par un hydravion PBY Catalina non identifié au large de l'embouchure de l'Amazone, au Brésil ; il ne déplore aucun dommage et attaque un convoi.
Le 22 novembre 1943, l'U-Boot est visé deux fois au nord de la Guyane française pendant la nuit. Aucun dommage n'est à déplorer et l'U-154 atteint le port en toute sécurité.
Le 26 janvier 1944, l'Oberleutnant zur See Oskar-Heinz Kusch est condamné à mort par une cour martiale et exécuté le 12 mai 1944 après avoir été dénoncé par son ancien premier officier observateur (IWO), Ulrich Abel (futur Commandant de l'U-193), pour de prétendus actes de sédition et de défaitisme (« Wehrkraftzersetzung.)» Oskar-Heinz Kusch est l'un des deux commandants de sous-marins allemands condamnés à mort par une cour martiale, l'autre étant Heinz Hirsacker de l'U-572, reconnu coupable de lâcheté, qui s'est suicidé le 24 avril 1943, peu avant son exécution programmée. Il faut attendre les années 1990 que le dossier juridique d' Oskar-Heinz Kusch soit repris, pour qu'il soit blanchi et pour qu'un monument à sa mémoire soit érigé.
Le 13 mars 1944, l'escorte d'un petit convoi de bateaux, probablement le patrouilleur PC 469, attaque l'U-154 causant des dommages mineurs.
L'U-154 est pris à partie le 29 mars 1944 près du Canal de Panama par l’ARC Caldas, un destroyer colombien basé à Carthagène des Indes.
Sa huitième patrouille part de la base sous-marine de Lorient le 20 juin 1944 sous les ordres de l'Oberleutnant zur See Gerth Gemeiner. Après 14 jours en mer, l'U-154 est coulé le 3 juillet 1944 dans l'Atlantique nord à l'ouest de Madère au Portugal à la position géographique de 34° 00′ N, 19° 30′ O par des charges de profondeur lancées par les destroyers américains USS Inch et USS Frost. 
Les 57 membres d'équipage sont tués lors de cette attaque.

## Affectations successives
- 4. Unterseebootsflottille du 2 août 1941 au 31 janvier 1942 (entrainement)
- 2. Unterseebootsflottille du 1er février 1942 au 3 juillet 1944 (service actif)

## Commandement
- Korvettenkapitän Walther Kölle du 2 août 1941 au 7 octobre 1942
- Heinrich Schuch du 7 octobre 1942 au 8 février 1943
- Oberleutnant zur See Oskar-Heinz Kusch du 8 février 1943 au 21 janvier 1944
- Oberleutnant zur See Gerth Gemeiner du 22 janvier 1944 au 3 juillet 1944

Nota: Les noms de commandants sans indication de grade signifie que leur grade n'est pas connu avec certitude à notre époque à la date de la prise de commandement

## Patrouilles
|       | Commandant              | Départ            | Départ  | Arrivée           | Arrivée | Jours     | Succès   |
| ----- | ----------------------- | ----------------- | ------- | ----------------- | ------- | --------- | -------- |
| 1     | Walther Kölle           | 7 février 1942    | Kiel    | 1er mars 1942     | Lorient | 23 jours  |          |
| 2     | Walther Kölle           | 11 mars 1942      | Lorient | 9 mai 1942        | Lorient | 60 jours  | 28 715   |
| 3     | Walther Kölle           | 4 juin 1942       | Lorient | 23 août 1942      | Lorient | 81 jours  | 2 637    |
| 4     | Heinrich Schuch         | 12 octobre 1942   | Lorient | 7 janvier 1943    | Lorient | 88 jours  | 17 936   |
| 5     | Oblt. Oskar-Heinz Kusch | 20 mars 1943      | Lorient | 6 juillet 1943    | Lorient | 109 jours | 23 937   |
|       | Oblt. Oskar-Heinz Kusch | 23 septembre 1943 | Lorient | 24 septembre 1943 | Brest   | 2 jours   |          |
| 6     | Oblt. Oskar-Heinz Kusch | 2 octobre 1943    | Brest   | 20 décembre 1943  | Lorient | 81 jours  |          |
| 7     | Oblt. Gerth Gemeiner    | 31 janvier 1944   | Lorient | 28 avril 1944     | Lorient | 89 jours  |          |
| 8     | Oblt. Gerth Gemeiner    | 20 juin 1944      | Lorient | 3 juillet 1944    | Coulé   | 14 jours  |          |
| Total | Total                   | Total             | Total   | Total             | Total   | 544 jours | 73 225 t |

Note : Oblt. = Oberleutnant zur See

Nota: Les noms de commandants sans indication de grade signifie que leur grade n'est pas connu avec certitude à notre époque à la date de la prise de commandement

### Opérations Wolfpack
L'U-154 a opéré avec les Wolfpacks (meute de loups) durant sa carrière opérationnelle:
1. Südwärts (24 octobre 1942 - 26 octobre 1942)

## Navires coulés
L'Unterseeboot 154 a coulé 10 navires marchands pour un total de 49 288 tonneaux et a endommagé 3 navires marchands pour un total de 23 937 tonneaux dont un non réparable de 8 166 tonneaux au cours des 8 patrouilles (544 jours en mer) qu'il effectua.
| Date             | Nom                | Nationalité | Tonnage (GRT) | Fait                      |
| ---------------- | ------------------ | ----------- | ------------- | ------------------------- |
| 4 avril 1942     | Comol Rico         | USA         | 5 034         | Coulé                     |
| 5 avril 1942     | Catahoula          | USA         | 5 030         | Coulé                     |
| 12 avril 1942    | Delvalle           | USA         | 5 032         | Coulé                     |
| 13 avril 1942    | SS Empire Amethyst | Royaume-Uni | 8 032         | Coulé                     |
| 20 avril 1942    | Vineland           | Canada      | 5 587         | Coulé                     |
| 28 juin 1942     | Tillie Lykes       | USA         | 2 572         | Coulé                     |
| 6 juillet 1942   | Lalita             | Panama      | 65            | Coulé                     |
| 8 novembre 1942  | D'Entrecasteaux    | Royaume-Uni | 7 291         | Coulé                     |
| 9 novembre 1942  | Nurmahal           | Royaume-Uni | 5 419         | Coulé                     |
| 18 novembre 1942 | Tower Grange       | Royaume-Uni | 5 226         | Coulé                     |
| 28 mai 1943      | Cardinal Gibbons   | USA         | 7 191         | Endommagé                 |
| 28 mai 1943      | Florida            | USA         | 8 580         | Endommagé                 |
| 28 mai 1943      | John Worthington   | USA         | 8 166         | Endommagé - Irrécupérable |